# Jastrebarsko
Jastrebarsko  è una città della Croazia di 16 689 abitanti della Regione di Zagabria.